# Pius Ferdinand Messerschmitt

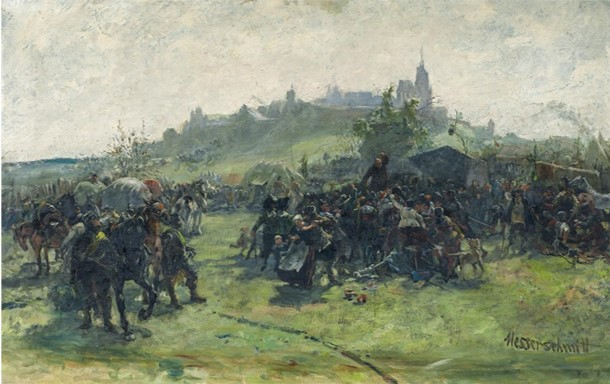
Le Prêche du capucin au camp de Wallenstein.

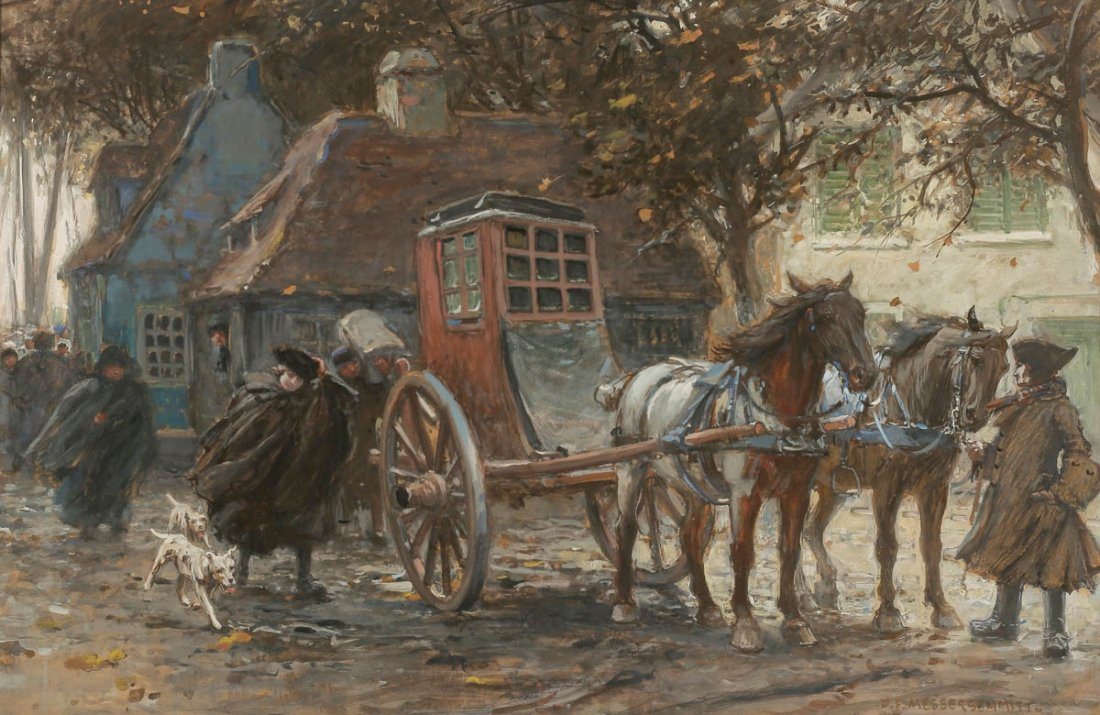
Retour à la maison.

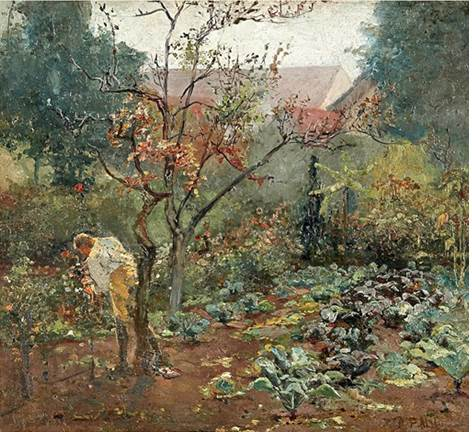
Le Tailleur de rosiers.

Pius Ferdinand Messerschmitt, né le 30 mai 1858 à Bamberg et mort le 29 octobre 1915 à Munich, est un peintre, illustrateur et aquarelliste allemand surtout connu pour ses scènes de genre et historiques.

## Biographie
Messerschmitt est issu d'une famille de marchands et de transporteurs marins. Il prend ses premières leçons de peinture au Schmidtschen Porzellanmalinstitut (école de peinture sur porcelaine) de Bamberg, puis poursuit ses études à l'école royale d'art et d'artisanat de Bamberg. Il travaille ensuite pour sa famille dans le négoce de blé et de produits, peignant dans ses temps de loisir. Il fait aussi des voyages d'études à Neuchâtel (1874), Anvers (1875-1876) et Strasbourg (1876). En 1878, il visite l'Exposition universelle de 1878 à Paris.
Ses premières illustrations paraissent cette même année dans le magazine Über Land und Meer et il gagne une médaille d'or de l'Académie des beaux-arts de Munich pour son Camp de Wallenstein. Encouragé, il décide donc de poursuivre sa carrière picturale de manière professionnelle et entre à l'Académie des beaux-arts auprès de Gabriel von Hackl et Gyula Benczúr. En 1882, il prend des cours privés auprès de Wilhelm von Lindenschmit (de).
Il épouse en 1894 Else Amalie Fellerer, dont le père est conseiller à la Cour de Bavière. Il ouvre son propre atelier et devient membre de plusieurs associations artistiques dont la Münchner Künstlergenossenschaft (coopérative des artistes de Munich). En 1896, il rejoint une de ses ramifications, le Liutpold-Gruppe, ouvert aux tendances modernes. Il devient professeur à l'Académie de Munich en 1912 et, en 1914, il est nommé secrétaire du Allgemeinen Deutschen Künstler Gruppe.
Il meurt inopinément en 1915. Sa veuve épouse le peintre Carl von Marr. C'était un parent éloigné de Willy Messerschmitt. Il repose au cimetière de Solln où le rejoint le couple von Marr.